# Jordanoleiopus testui
Jordanoleiopus testui är en skalbaggsart som beskrevs av Stefan von Breuning 1977. Jordanoleiopus testui ingår i släktet Jordanoleiopus och familjen långhorningar.
Artens utbredningsområde är Gabon. Inga underarter finns listade i Catalogue of Life.